# 밀레니엄 빌리지 프로젝트
밀레니엄 빌리지 프로젝트(Millennium Villages Project), 또는 새천년 마을발전 프로젝트는 새천년개발목표를 달성을 위해 2004년부터 2015년까지 시행된 개발 프로젝트이다. 컬럼비아 대학교의 지구연구소와 유엔 개발 계획, 비영리 단체인 밀레니엄 프라미스에 의해 계획 및 시행되었다.

## 같이 보기
- MDGs
- 국제보건
- 국제개발
- 아마르티아 센
- 무하마드 유누스
- 제프리 삭스